# Серов, Василий Васильевич
Васи́лий Васи́льевич Серо́в (24 февраля (9 марта) 1911, Панфилово, Владимирская губерния, Российская империя — 18 августа 1992, Муром, Россия) — советский и российский художник-живописец; член Союза художников СССР (1940).

## Биография
Родился 24 февраля 1911 года в селе Панфилово, во Владимирской губернии в бедной крестьянской семье. Мать одна воспитывала четверых детей (отец художника скончался в 1921 году). С 1922 года работал курьером в редакции муромской газеты «Луч».
С 1923 по 1924 год обучался в вечерней изостудии под руководством В. А. Афанасьева в Муроме, а с 1925 по 1926 год частным образом занимался у академика живописи Ивана Семёновича Куликова в Муроме (жил и работал помощником в его мастерской).
С 1925 года начал участвовать в художественных выставках.
С 1932 по 1935 год работал художником на паровозоремонтном заводе, затем на фанерном комбинате.
В 1935 году для был направлен во Всероссийскую Академию художеств в Ленинграде, где учился у преподавателей В. П. Белкина, К. Э. Линблата, С. Л. Абугова и Фёдорова. По окончании обучения в Академии поступил на Центральные заочные курсы рисования и живописи им. Н. К. Крупской в Москве, которые закончил в 1939 году. В 1939 году художника приняли в члены Горьковского отделения Союза советских художников и отметили его монографией.
С 1939 по 1941 год преподавал рисование в Муромском Доме пионеров и школьников, а с 1940 года принят в Союз художников СССР.
22 июля 1941 года, в связи с началом Великой Отечественной войны, был призван по мобилизации в ряды Красной Армии и начал боевую службу миномётчиком на реке Десне, урывками занимался творчеством. Окончил боевой путь в немецком городе Кириц ведущим художником 61-й армии 1-го Белорусского фронта, где проводил большую работу как художник-пропагандист, неоднократно отмечаясь боевыми наградами. В № 92 газеты «Правда» от 18 апреля 1945 года была помещена «наградная грамота».
С 1946 года жил в Муроме, где стал одним из основателей Владимирского областного отделения Союза художников РСФСР, а с 1963 года — член правления Владимирского отделения Союза Художников.
Скончался 18 августа 1992 года. Похоронен в селе Панфилово.

## Творчество
«Он привёз в Москву целую выставку своих рисунков и картин. Его работы вызвали сначала недоверие, а потом горячее одобрение. Казалось совершенно невероятным, чтобы нигде не учившийся застенчивый 24-летний парень мог дать такие глубоко содержательные картины».
В 1936 году художник выступил на Всесоюзной выставке самодеятельных художников и за картину «Ликбез» получил первую премию. Высокую оценку получили его картины «Конец улицы» и «Облака» на республиканской выставке в Москве в 1939 году.
В 1948 году принял участие в 12-й групповой городской выставке муромских художников, прошедшей в Музее краеведения.
За участие в закрытом конкурсе в 1951 году, где была представлена работа «За школьным заданием», Серов удостоен Почетного диплома художника.
Работы находятся в Муромском музее, а также в музеях Москвы, Владимира, Иванова и Навашина.
В советское время работы художника были проданы с выставок в Японии, США, Испании, Голландии, Польше, Чехословакии, Западной Германии и Западном Берлине.
Выставки
- 1935 — Москва (Московский дом народного творчества, персональная)
- 1936 — Всесоюзная выставка самодеятельных художников (картина «Ликбез» — первая премия)
- 1939 — Москва (Республиканская выставка)
- 1940 — Болгария (отмечена картина «Школьницы»)
- 1944 — Художественная выставка, организованная первым Белорусским фронтом (картина «Партизаны на боевом задании»)
- 1948 — Ярославль
- 1949 — Москва (республиканская выставка, картина «Дети»)
- 1955 — Иваново (республиканская выставка)

## Награды
- Орден Отечественной войны I степени
- Орден Дружбы народов (14 ноября 1980 года) — за большую работу по подготовке и проведению Игр XXII Олимпиады[8] в Москве
- Орден Красной Звезды
- Медаль «За боевые заслуги»
- Медаль «За освобождение Варшавы»
- Медаль «За взятие Берлина»
- Медаль «За победу над Германией в Великой Отечественной войне 1941—1945 гг.»
- Юбилейная медаль «Двадцать лет Победы в Великой Отечественной войне 1941—1945 гг.» (1965)
- Юбилейная медаль «50 лет Вооружённых Сил СССР»
- Знак «25 лет победы в Великой Отечественной войне» (1970)

## Семья
- Дочь — Серова Вера Васильевна (род. 1939).

- Сын — Серов Василий Васильевич (род. 1941) заслуженный художник России[9]